# Lod
Lod (héberül: לוֹד; arab الْلُدّ ) város Izraelben, Tel-Aviv központjától kb. 15 km-re délkeletre fekszik, annak egy elővárosa. Lakossága 71 ezer fő volt 2012-ben. Izrael fő repülőtere, a Ben-Gurion nemzetközi repülőtér a várostól északra található.
A város területén Kr. e. 6. évezredbeli eszközöket, továbbá kánaánita és középkori romokat találtak.

## Történelem
Lod nevével először az ősi egyiptomi írásokban találkozunk a Kr. e. 15. századból. 
A zsidó hagyományok alapján Józsué idejében (újra)alapították. A várost kőfallal vették körül. A babiloni fogság után Benjámin törzsi családok telepedtek le itt. A bibliai Ószövetségben Lód néven, majd az Újszövetségben görög nevén Lidda (Lüdda) néven van említve.
A 2. századi Bar Kochba-lázadás leverése után Hadrianus császár idegeneket telepített ide. A bizánci uralom alatt Szent György nevéről Georgopolusnak keresztelték (őt 303-ban itt temették el). Az arab hódítás után ez a város, A-Lid néven volt a régió fővárosa.
A keresztes háborúk korában ismét keresztény város lett – nevét Szent Györgyre változtatták. 1191-ben Szaladin egyiptomi szultán foglalta el, majd 1271-ben a tatárok rombolták le a várost. A török időkben kis muzulmán városka volt, jelentéktelen számú keresztény lakossal. Az angol mandátum idején körzeti székhely és vasúti csomópont a Libanon-Egyiptom és Jaffa-Jeruzsálem vasútvonalak találkozásában.

## A szent iratokban
Péter apostol itt gyógyította meg Éneászt.
Az iszlám hadíszban az utolsó idő végén itt lesz megöletve a Daddzsál, az antikrisztus.

## Fordítás
Ez a szócikk részben vagy egészben  a   Lod című angol Wikipédia-szócikk fordításán alapul.  Az eredeti cikk szerkesztőit annak laptörténete sorolja fel. Ez a jelzés csupán a megfogalmazás eredetét és a szerzői jogokat jelzi, nem szolgál a cikkben szereplő információk forrásmegjelöléseként.